# Suzanne Leenhoff
Suzanne Leenhoff, coniugata Manet (Delft, 30 ottobre 1829 – Parigi, 8 marzo 1906), è stata una pianista olandese, moglie di Édouard Manet con cui si sposò nel 1863.
È ritratta in molte opere di Manet e in un quadro di Edgar Degas.

## Biografia
I suoi genitori furono Carolus A. Leenhoff e Martina Adriana Johanna Ilcken, mentre ebbe come fratelli Carolus A. Leenhoff, Mathilde Leenhoff, Ferdinand Rudolf Leenhoff e Martine Leenhoff.

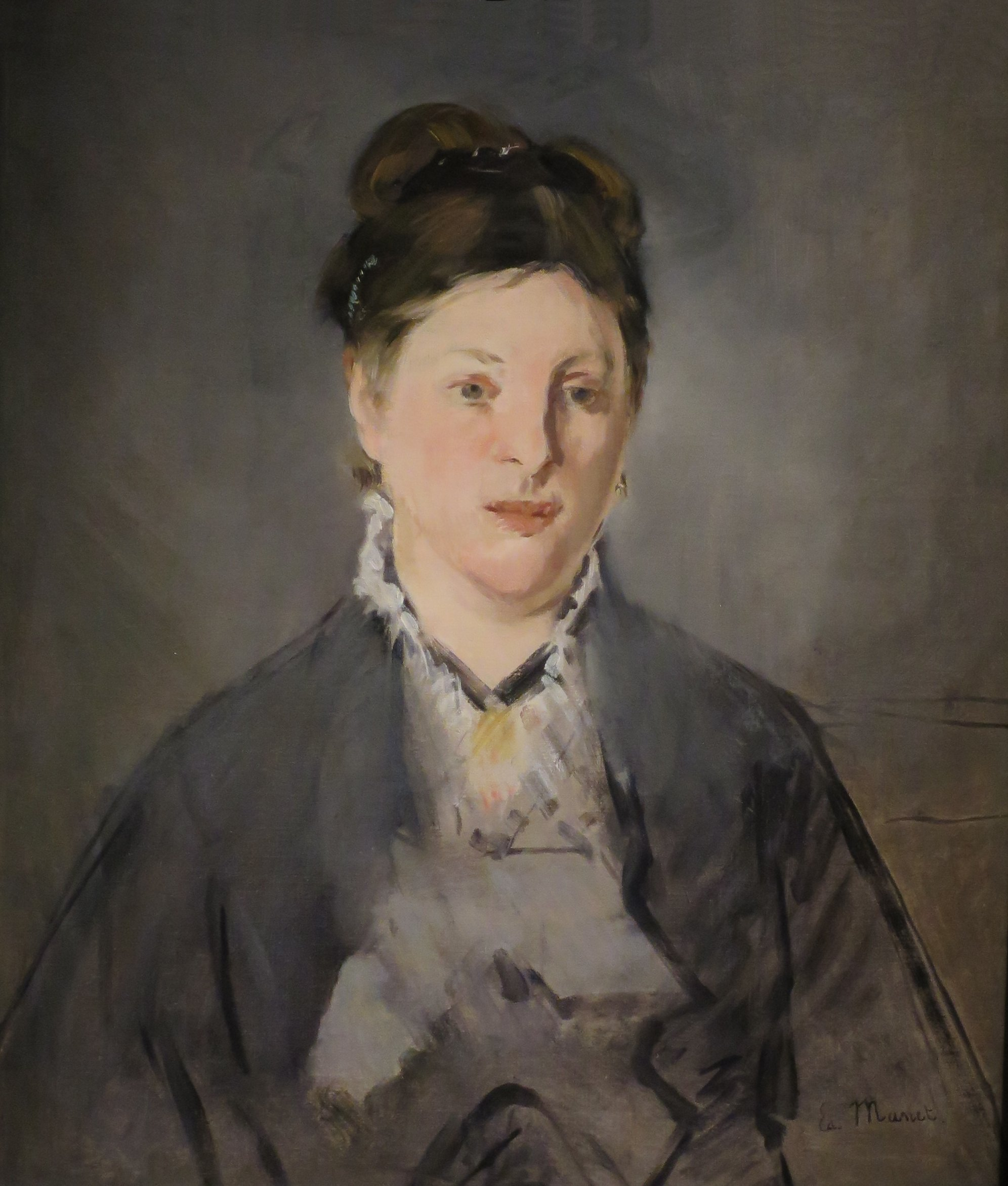
Suzanne ritratta da Manet nel 1866.

Suzanne Leenhoff fu una pianista eccellente che nel 1851 fu ingaggiata da Auguste Manet, padre di Édouard, come insegnante di pianoforte per lui e i fratelli. Suzanne ed Édouard si innamorarono e svilupparono una relazione sentimentale nei dieci anni successivi. Nel 1852, Leenhoff diede alla luce un figlio fuori dal matrimonio, León Koelin-Leenhoff. Suzanne ed Édouard si sposarono nell'ottobre del 1863, un anno dopo la morte del padre di quest'ultimo. Si pensa inoltre che Suzanne, prima di conoscere Édouard Manet, avesse conosciuto intimamente il padre dell'artista. Questa doppia relazione tra il padre e il figlio pose vari problemi all'interno della comunità borghese che la famiglia Manet frequentava. L'identità del padre di Léon fu uno di questi problemi perché non si seppe mai determinare chi tra Édouard o Auguste Manet fosse il genitore del bambino.
Nel 1868, Degas dipinse un ritratto di Manet e della moglie. In quest'opera, Manet si sdraia su un divano e accanto Suzanne sembra che stia seduta e suoni il pianoforte. Il mistero che circonda il ritratto fatto da Degas è il fatto che il dipinto fu decurtato dall'alto in basso nella parte destra, dove c'era l'immagine di Suzanne. Si suppone che Manet, per una ragione sconosciuta, abbia tagliato il dipinto. Quando Degas vide che cosa aveva fatto al suo dipinto ne chiese la restituzione e lo riprese. L'intento di Degas era di ridipingere l'immagine di Suzanne al pianoforte, ma l'artista non corresse mai il suo quadro, che rimase mutilato e che oggi si trova nel museo municipale d'arte di Kitakyūshū, in Giappone.
Nel 1877, ella ebbe un'avventura con Jules-Armand Hanriot: Édouard Manet, che aveva accolto il giovane pittore tra le persone a lui care, e l'aveva persino raccomandato, ora minacciava di ucciderlo se si fosse avvicinato a sua moglie. Da allora, Hanriot si fece sempre più discreto, e in effetti sembrò scomparire.
La siluetta tranquilla e rilassante di Suzanne appare ripetutamente nell'opera manetiana. Si hanno vari suoi ritratti dipinti da Manet, come La lettura, nel quale la signora Manet ascolta attentamente le parole di suo figlio León, la tela impressionista La signora di Édouard Manet o Madame Manet al pianoforte, nel quale Manet rende manifesto il gran talento che aveva sua moglie nel suonare questo strumento. Infine, quando era la compagna fedele del pittore, fece da modella per il nudo femminile La ninfa sorpresa.
Dopo la morte di Édouard Manet nel 1883, Suzanne visse dapprima nella casa a Jouy en Gennevilliers, poi ad Asnières e infine a Parigi, nella rue Saint-Dominique (94a). Suzanne Manet morì nel 1906 e venne sepolta assieme al marito nel cimitero di Passy.